# Jaime Vilamajó
Pour les articles homonymes, voir Vilamajó.
Jaime Vilamajó Ipiens, né le 27 novembre 1959 à Tàrrega, est un coureur cycliste espagnol.

## Palmarès et résultats

### Palmarès amateur
- 1978
  -  Champion d'Espagne de poursuite
- 1979
  -  Champion d'Espagne de poursuite
- 1980
  - Tour de Lleida

### Palmarès professionnel
- 1982
  - 4e étape du Tour du Pays basque
  - 3e de la Clásica de Sabiñánigo
  - 8e du Tour d'Espagne
- 1983
  - 2e étape du Tour des vallées minières
- 1984
  - 1re étape de la Semaine catalane
  - 2e du Tour d'Andalousie
- 1986
  - 2eb étape du Tour de Murcie (contre-la-montre par équipes)
  - 4e étape du Tour des vallées minières
  - 3e du Tour de Murcie
- 1987
  - 22e étape du Tour d'Espagne
- 1988
  - 4ea étape de la Semaine catalane
- 1989
  - Une étape de la Clásica de Boyacá[1]

### Résultats sur les grands tours

#### Tour de France
6 participations
- 1981 : 100e
- 1983 : abandon (10e étape)
- 1984 : hors délais (15e étape)
- 1986 : 115e
- 1988 : non-partant (6e étape)
- 1989 : hors délais (10e étape)

#### Tour d'Espagne
8 participations
- 1982 : 8e
- 1983 : hors délais (13e étape)
- 1984 : 34e
- 1985 : abandon (10e étape)
- 1987 : 73e, vainqueur de la 22e étape
- 1988 : 86e
- 1989 : 135e
- 1990 : abandon (12e étape)

#### Tour d'Italie
2 participations 
- 1982 : abandon
- 1987 : 99e